# CAM Jazz
CAM Jazz ist ein seit 2000 bestehendes italienisches Jazzlabel.
CAM Jazz ist – ebenso wie seit 2008 Black Saint und Soul Note – ein Sublabel des italienischen Labels CAM (Creazioni Artistiche Musicali) Records, das Ende 1959 von den Brüdern Campi zur Veröffentlichung von Filmmusik etwa von Nino Rota, Pino Donaggio und Ennio Morricone gegründet wurde. Auf CAM Jazz, geleitet von Francesca Campi, erscheinen seit Gründung Aufnahmen von Musikern wie Kenny Wheeler, Giorgio Gaslini, Enrico Pieranunzi, John Taylor, Oregon, Vincent Courtois, Martial Solal, Roberto Gatto, Scott Colley, Anthony Braxton, Paul Motian, George Russell, Henry Threadgill, Enrico Rava, Antonello Salis und Giovanni Mirabassi. In den Vereinigten Staaten wird das Label von Sunnyside Records vertrieben.